# Petite Chérie
Pour plus de détails, voir Fiche technique et Distribution.
Petite Chérie est un film français réalisé par Anne Villacèque, sorti en 2000.

## Fiche technique
- Titre : Petite Chérie
- Réalisation : Anne Villacèque
- Scénario : Anne Villacèque et Elisabeth Barrière-Marquet
- Production : Rachid Bouchareb et Jean Bréhat
- Photographie : Pierre Milon
- Montage : Anne Riegel
- Pays d'origine :  France
- Format : couleurs
- Genre : drame
- Durée : 106 minutes
- Date de sortie : 2000

## Distribution
- Corinne Debonnière : Sybille
- Jonathan Zaccaï : Victor
- Laurence Février : Mère
- Patrick Préjean : Père
- Pierre Louis-Calixte : Le cow-boy